# الكريمية
تقع الكريمية في الجنوب الشرقي لولاية الشلف يحدها من الشرق بلدية بني بوعتاب ومن الجنوب ولاية تسمسيلت ومن الغرب بلدية حرشون ومن الشمال بلدية وادي الفضة وولاية عين الدفلى. بها أكثر من 45الف نسمة.
تبعد عن مقر الولاية بـ 25 كم بها ملعب بلدي خاص بالنادي الرياضي الهاوي للبلدية CSSK الناشط في حظيرة الهواة. بها أيضا 3 مساجد تؤدى فيها صلاة الجمعة. بها ثكنة عسكرية متنقلة تابعة للقوات الجوية الجزائرية ومقر للدرك الوطني ومركز شرطة والشرطة القضائية ومركز الحماية المدنية عيادة متعددة الخدمات.
في مجال الزراعي
يوجد حوالي12345هكتار تابعة لقطاع الفلاحة كما تمثل المساحة المستعملة حوالي 9003 هكتار من المساحة الفلاحية للبلدية بنسبة 68 بالمائة وتميزها المنتوجات التالية: القمح، الشعير، علف الحيوانات، البطاطا، الجزر، واللفت ( وكل أنواع الخضر..) الأشجار، حوامض، زيتون، ..إلخ. ودون إعفاء التربية الحيوانية وتربية النحل ويوجد فيها سد بناه الاستعمار سنة 1932 و هو ما يساعد على السقي والشرب
لمحة تاريخية
أطلق عليها في وقت الاستعمار اسم "Lamartine"